# Filmåret 1968

## Årets filmer

### Siffra (1,2,3...) eller specialtecken (@,$,?...)
- 2001 – Ett rymdäventyr
- ...som havets nakna vind

### A–G
- Agent 0,5 och kvarten – fattaruväl!
- Apornas Planet
- Ballad
- Blue
- Bullitt
- Candy
- Den blodiga snaran
- Den tyste hämnaren
- Den vita sporten
- Det våras för Hitler
- Djungelboken
- Dom kallar oss mods
- Dr. Glas
- Fanny Hill
- Farbror Blås nya båt
- Flickorna
- Freddy klarar biffen
- Funny Girl
- Gröna baskrarna, de
- Gul gul gul är vår undervattningsbåt

### H–N
- Head
- Het snö
- Häng dom högt
- Hur man räddar ett äktenskap...och själv trillar dit
- I huvet på en gammal gubbe
- If....
- Jag – en kvinna 2
- Jag är nyfiken - blå
- Jag älskar, du älskar
- I nattens hetta
- Komedi i Hägerskog
- Korridoren
- Kvinnolek
- Lejonsommar
- Mayerlingdramat
- Modiga mindre män
- Måsen
- Night of the Living Dead

### O–U
- Oh, vilket party
- Pappa varför är du arg - du gjorde likadant själv när du var ung
- Petulia
- Polarstation Zebra svarar ej
- Rachel, Rachel
- Rosemarys baby
- Ruttet spel
- Siste nudisten
- Stulna kyssar
- Svarta palmkronor
- Teorema

### V–Ö
- Vi på Saltkråkan[1]
- Villervalle i Söderhavet
- Vindingevals
- Åsa-Nisse och den stora kalabaliken[2]
- Äventyraren Thomas Crown

## Oscarspriser(i urval)
| Kategori                   | Vinnare                                                                   |
| -------------------------- | ------------------------------------------------------------------------- |
| Bästa film:                | Oliver!                                                                   |
| Bästa regi:                | Carol Reed (Oliver!)                                                      |
| Bästa manliga huvudroll:   | Cliff Robertson (Charly)                                                  |
| Bästa kvinnliga huvudroll: | Katharine Hepburn (Så tuktas ett lejon) och Barbra Streisand (Funny Girl) |
| Bästa manliga biroll:      | Jack Albertson (The Subject Was Roses)                                    |
| Bästa kvinnliga biroll:    | Ruth Gordon (Rosemarys baby)                                              |
| Bästa utländska film:      | Krig och fred (Vojna i mir) (Sovjetunionen)                               |

För komplett lista se Oscarsgalan 1969.

## Födda
- 2 januari – Cuba Gooding Jr, amerikansk skådespelare.
- 6 januari – John Singleton, amerikansk regissör och manusförfattare.
- 12 januari – Lee Stone, amerikansk skådespelare i pornografisk film.
- 13 januari – Anna Järphammar, svensk TV-programledare och skådespelare.
- 14 januari – LL Cool J, amerikansk rapmusiker och skådespelare.
- 25 januari – Ulf Kvensler, svensk manusförfattare och skådespelare.
- 29 januari – Edward Burns, amerikansk skådespelare, manusförfattare och regissör.
- 12 februari – Josh Brolin, amerikansk skådespelare.
- 18 februari – Molly Ringwald, amerikansk skådespelare.
- 23 februari – Henrik Schyffert, svensk skådespelare.
- 2 mars – Daniel Craig, brittisk skådespelare.
- 6 mars – Moira Kelly, amerikansk skådespelare.
- 8 mars – Bengt Stenberg, svensk barnskådespelare.
- 12 mars – Aaron Eckhart, amerikansk skådespelare.
- 19 mars – Othman Karim, svensk regissör, fotograf och programledare i TV.
- 21 mars – Kelly Tainton, svensk dansare och skådespelare.
- 29 mars – Lucy Lawless, nyzeeländsk skådespelare.
- 1 april – Mårten Klingberg, svensk skådespelare, manusförfattare och regissör.
- 8 april – Patricia Arquette, amerikansk skådespelare.
- 14 april – Anthony Michael Hall, amerikansk skådespelare.
- 15 april – Steve Aalam, svensk-amerikansk skådespelare, manusförfattare och rollsättare.
- 19 april – Ashley Judd, amerikansk skådespelare.
- 24 april – Stacy Haiduk, amerikansk skådespelare.
- 30 april – Verona Pooth, boliviansk skådespelare.
- 7 maj – Traci Lords, amerikansk skådespelare, sångerska och porrstjärna.
- 19 maj – Lena Ollmark, svensk författare och manusförfattare.
- 28 maj – Kylie Minogue, australiensisk sångerska och skådespelare.
- 4 juni – Scott Wolf, amerikansk skådespelare.
- 8 juni – Morgan Alling, svensk skådespelare.
- 10 juni – Bill Burr, amerikansk skådespelare
- 12 juni – Sannamari Patjas, svensk skådespelare.
- 14 juni – Yasmine Bleeth, amerikansk skådespelare.
- 18 juni – Tova Magnusson-Norling, skådespelare och regissör.
- 8 juli – Peter Gardiner, svensk skådespelare.
- 23 juli – Shawn Levy, kanadensisk filmproducent
- 24 juli – Kristin Chenoweth, amerikansk skådespelare och sångare
- 27 juli – Julian McMahon, australisk skådespelare.
- 30 juli
  - Sofie Gråbøl, dansk skådespelare.
  - Terry Crews, amerikansk skådespelare
- 9 augusti
  - Gillian Anderson, amerikansk skådespelare.
  - Eric Bana, australiensisk skådespelare.
- 14 augusti
  - Catherine Bell, amerikansk skådespelare och fotomodell.
  - Johanna Friberg, svensk skådespelare.
- 15 augusti – Debra Messing, amerikansk skådespelare.
- 17 augusti – Helen McCrory, brittisk skådespelare
- 28 augusti – Billy Boyd, brittisk skådespelare.
- 29 augusti – Olivia Stevens, svensk cellmålare och skådespelare.
- 3 september – Felix Engström, svensk skådespelare.
- 4 september – Phill Lewis, amerikansk skådespelare.
- 10 september – Guy Ritchie, brittisk regissör och manusförfattare.
- 12 september – Paula McManus, svensk skådespelare, sketchförfattare och programledare i TV.
- 13 september – Emma Sjöberg, svensk fotomodell, TV-programledare och skådespelare.
- 16 september – Marc Anthony, puertoricansk-amerikansk sångare och skådespelare.
- 25 september – Will Smith, amerikansk skådespelare.
- 26 september – Jim Caviezel, amerikansk skådespelare.
- 28 september – Naomi Watts, australisk skådespelare och filmproducent.
- 8 oktober – Emily Procter, amerikansk skådespelare.
- 12 oktober – Hugh Jackman, australisk skådespelare.
- 14 oktober – Gustave Lund, svensk kompositör, musiker, författare och skådespelare.
- 28 oktober – Marjaana Maijala, finländsk skådespelare.
- 6 november – Kelly Rutherford, amerikansk skådespelare.
- 8 november – Parker Posey, amerikansk skådespelare.
- 10 november – U-God, eg. Lamont Jody Hawkins, amerikansk musiker och skådespelare.
- 18 november – Owen Wilson, amerikansk skådespelare.
- 27 november – Michael Vartan, fransk-amerikansk skådespelare.
- 2 december – Lucy Liu, kinesisk-amerikansk skådespelare.
- 3 december – Brendan Fraser, kanadensisk-amerikansk skådespelare.
- 22 december – Dina Meyer, amerikansk skådespelare.
- 23 december – Quincy Jones III, svensk musiker, musikproducent och skådespelare.

## Avlidna
- 1 februari – Axel Witzansky, 72, svensk balettdansör, skådespelare, teaterpedagog och koreograf.
- 12 februari – Eva Sachtleben, 80, svensk skådespelare.
- 18 februari – Alice O'Fredericks, 68, svensk-dansk skådespelare, scripta, manusförfattare och regissör.
- 19 mars – Aagot Didriksen, 93, norsk skådespelare.
- 24 april – Tommy Noonan, 45, amerikansk skådespelare.
- 4 maj – Olle Florin, 61, svensk skådespelare.
- 8 maj – Ludde Juberg, 84, svensk skådespelare och teaterledare.
- 14 maj – Viveka Linder, 49, svensk skådespelare.
- 7 juni – Anna-Lisa Baude, 70, svensk skådespelare.
- 18 juni – Helga Brofeldt, 86, svensk skådespelare.
- 25 juni – Rolf von Nauckhoff, 59, svensk-tysk skådespelare.
- 29 juni – Arne Hedenö, 61, svensk operettsångare och skådespelare.
- 9 juli – Göta Klintberg, 93, svensk skådespelare.
- 3 augusti – Björn Berglund, 63, svensk skådespelare och vissångare.
- 13 augusti – Anna Flygare-Stenhammar, 87, svensk skådespelare.
- 17 augusti – Albin Lindahl, 86, svensk skådespelare, sångare och teaterekonom.
- 13 oktober – Rudolf Wendbladh, 75, svensk skådespelare, regissör och teaterchef.
- 23 oktober – Naima Wifstrand, 78, svensk operettsångerska, skådespelare, kompositör och regissör.
- 29 oktober – Jules Sylvain, 68, svensk kompositör, manusförfattare och musiker.
- 30 oktober – Ramon Novarro, 69, mexikansk-amerikansk skådespelare.
- 9 november – Gerald Mohr, 54, amerikansk skådespelare.
- 10 november – Gustaf Lövås, 73, svensk skådespelare.
- 16 november – Nils Whiten, 79, svensk inspicient, regiassistent, skådespelare.
- 10 december – Olof Hillberg, 81, svensk skådespelare och teaterdirektör.

### Fotnoter
1. ↑  ”Astrid Lindgren”. http://www.astridlindgren.se/verken/filmerna/filmlista. Läst 21 mars 2011.
2. ↑  IMDB, läst 1 mars 2012